# Oxira primulae
Oxira primulae là một loài bướm đêm trong họ Noctuidae.